# 신 시티

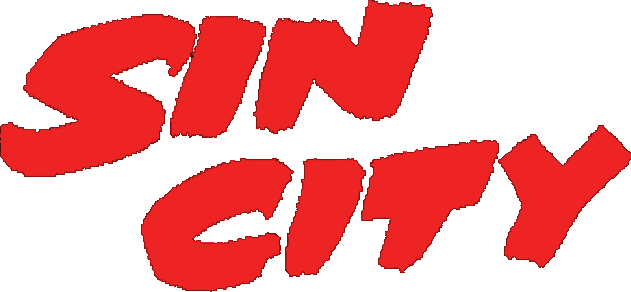

신 시티 또는 씬 시티(Sin City)는 프랭크 밀러 원작, 작화의 전 7권의 그래픽 노블 만화이다. 1991년부터 2000년까지 시리즈 책으로 다크호스 코믹스에서 출판되었다. 영화로 제작되기도 하였다.

## 같이 보기
- 씬 시티 (영화)